# Onze-Lieve-Vrouw-Geboortekerk (Rijpwetering)
De Onze-Lieve-Vrouw-Geboortekerk is een rooms-katholieke kerk aan de Pastoor van der Plaatstraat 15 in Rijpwetering, gemeente Kaag en Braassem, in de Nederlandse provincie Zuid-Holland. 
De parochie Onze-Lieve-Vrouw-Geboorte werd op 6 oktober 1858 gesticht. Kort daarop werd begonnen met de bouw van de kerk, die op 20 september 1860 door de Haarlemse bisschop F.J. van Vree werd ingewijd. Architect Theo Molkenboer ontwierp een driebeukige pseudobasilieke kerk in neogotische stijl. Aan de voorzijde staat de ingebouwde toren met naaldspits. Het plafond is voorzien van gestukadoorde houten kruisribgewelven. Het interieur is omstreeks 1960 wit gepleisterd.
De kerk is tot op heden in gebruik bij de parochie Onze-Lieve-Vrouw-Geboorte, die tegenwoordig onder de parochiefederatie H.H. Clara en Franciscus behoort. Het kerkgebouw is een rijksmonument.

## Bron
- Parochie OLV-geboorte Rijpwetering
- Reliwiki - Rijpwetering, O.L. Vrouw Geboorte
- Monumentregister Rijksdienst voor het Cultureel Erfgoed